# Lena Waithe
Lena Waithe (sinh ngày 17 tháng 5 năm 1984) là một nữ diễn viên, nhà sản xuất và biên kịch người Mỹ. Cô được biết đến là đồng sáng tác và diễn xuất trong loạt phim Netflix Master of None. Waithe làm nên lịch sử tại Giải thưởng Primetime Emmy hàng năm lần thứ 69 khi cô giành giải Viết nổi bật cho một bộ phim hài cho tác phẩm của mình trên Master of None, trở thành người phụ nữ da đen đầu tiên làm được như vậy. Tập phim "Lễ Tạ Ơn" mà cô giành được giải Emmy một phần dựa trên kinh nghiệm cá nhân của cô công khai thiên hướng tình dục với mẹ cô. Cô là lực lượng sáng tạo đằng sau chuỗi Showtime loạt The Chi. Cô được Tạp chí Time bình chọn vào trong danh sách 100 nhân vật ảnh hưởng nhất trên thế giới vào năm 2018.

## Tiểu sử
Cô sinh ra tại Chicago, Illinois, Hoa Kỳ. Mặc dù diễn xuất không phải là một trong những ước muốn của Waithe, cô muốn trở thành một nhà văn truyền hình, và nhận được sự ủng hộ mạnh mẽ từ gia đình cô. bà ngoại. Cha mẹ cô ly hôn khi cô mới 3 tuổi. Waithe và chị gái lớn lên trên South Side của Chicago cho đến khi Waithe được mười hai tuổi, và tham dự một, tiểu chủ yếu là người Mỹ gốc Phi địa phương magnet school, Turner-Drew. Cô tốt nghiệp trường trung học Evanston Township và lấy bằng Cao đẳng về Điện ảnh và Truyền hình từ Đại học Columbia Chicago năm 2006, ca ngợi nhà viết kịch của giảng viên Michael Fry vì sự dạy dỗ và khuyến khích của ông.

## Sự nghiệp
Waithe là một nhà văn viết kịch bản cho loạt phim truyền hình Fox Bones, một nhà viết kịch bản cho Nickelodeon năm 2012 How to Rock, và một nhà sản xuất phim hài châm biếm năm 2014 Dear White People Waithe đã viết và xuất hiện trong chuỗi video "Twenties" của YouTube do Flavor Unit Entertainment sản xuất và được bình chọn vào năm 2014. Ngoài việc viết và chỉ đạo bộ phim ngắn "Save Me", được trình chiếu tại một số liên hoan phim độc lập, Waithe đã viết loạt video năm 2013 "Hello Cupid" và video lan truyền năm 2011 video Shit Black Girls Say.
Trong năm 2014, Variety đặt tên Waithe là một trong "10 diễn viên hài để xem". Vào tháng 8 năm 2015, mạng Showtime đưa ra một phi công cho một bộ phim sắp tới, The Chi, được viết bởi Waithe và được sản xuất bởi Common, kể về câu chuyện tuổi trẻ của người Mỹ gốc Phi đô thị trẻ tuổi. Là người sáng tạo của chương trình, mục tiêu của Waithe là mang lại trải nghiệm của mình ở phía Nam và trải nghiệm sự đa dạng của nó để tạo ra một câu chuyện vẽ một bức chân dung sắc thái hơn về quê hương của cô.
Waithe được chọn làm Master of None sau khi gặp người sáng tạo và diễn viên chính Aziz Ansari, với Alan Yang, ban đầu đã viết Denise là một phụ nữ da trắng thẳng với tiềm năng, theo Waithe, để phát triển thành một trong những mối quan tâm yêu thích của nhân vật chính: "Vì lý do nào đó, đạo diễn Allison Jones nghĩ về tôi, một người phụ nữ đồng tính da đen." Ansari và Yang viết lại kịch bản để làm cho nhân vật giống Waithe hơn: "Tất cả chúng tôi diễn viên đều chơi những phiên bản cao của chính mình". Cô nói: "Tôi không biết nếu chúng ta đã nhìn thấy một ranh mãnh, hậu cung quần-mặc, mát Topshop áo-mặc, snapback hat-rocking lesbian trên TV." Cô ấy cũng nói, "Tôi biết có bao nhiêu phụ nữ tôi nhìn thấy trên thế giới, những người rất giống tôi. Chúng tôi tồn tại. Với tôi, khả năng hiển thị của nó là điều rất quan trọng và thú vị."
Trong năm 2017, Waithe và Ansari đã giành giải Emmy Primetime cho bài viết nổi bật cho một loạt phim hài cho mùa 2 tập "Lễ Tạ Ơn". Cô trở thành người phụ nữ da đen đầu tiên giành giải thưởng. Waithe mô tả tập phim dựa trên kinh nghiệm công khai thiên hướng tình dục của cô như một người đồng tính nữ. Trong bài phát biểu Emmy, cô đã gửi một thông điệp đặc biệt tới gia đình LGBTQIA (Lesbian, Gay, Bisexual, Transgender, Queer, Intersex và Asexual) thảo luận về "Những điều khiến chúng ta khác biệt - đó là siêu năng lực của chúng tôi". Cô kết thúc bài phát biểu của mình bằng cách nhận cuộc hành trình của mình như là một thiểu số nói "cảm ơn bạn đã ôm một cậu bé Ấn Độ từ South Carolina và một cô gái da đen đồng tính từ South Side của Chicago." Waithe cũng đã phát triển một bộ phim tự truyện series được gọi là The Chi. Out Magazine có tên Waithe trong 100 Nghệ sĩ của năm vào ngày 8 tháng 11 năm 2017.

## Đời tư
Waithe đã có mối quan hệ với Alana Mayo, một giám đốc điều hành nội dung, trong 3 năm. Cô tham dự Emmys với bạn gái lâu năm của mình và đề cập đến Mayo trong bài phát biểu Emmy của cô, nói rằng "Tôi yêu bạn nhiều hơn bản thân cuộc sống." Họ đã đính hôn vào ngày Lễ Tạ Ơn năm 2017.

## Trong phim ảnh

### Phim
| Năm  | Nội dung          | Vai diễn     | Ghi chú                      |
| ---- | ----------------- | ------------ | ---------------------------- |
| 2011 | Save Me           |              | Đạo diễn, nhà văn, phim ngắn |
| 2014 | Dear White People |              | Nhà sản xuất                 |
| 2014 | Ladylike          |              | Đồng sản xuất                |
| 2018 | Step Sisters      |              | Nhà sản xuất                 |
| 2018 | Ready Player One  | Aech / Helen |                              |

### Truyền hình
| Năm        | Nội dung          | Vai diễn             | Vai trò, Ghi chú                                |
| ---------- | ----------------- | -------------------- | ----------------------------------------------- |
| 2007–2008  | Girlfriends       |                      | Trợ lý điều hành sản xuất (2 tập)               |
| 2014       | The Comeback      | Summer               | Tập: "Valerie Faces the Critics"                |
| 2014–2015  | Bones             |                      | Người viết (15 tập)                             |
| 2012       | M.O Diaries       |                      | Nhà văn                                         |
| 2012       | How to Rock       |                      | Người viết (2 tập)                              |
| 2013       | Hello Cupid       |                      | Người viết (7 tập)                              |
| 2014       | Transparent       | Jane                 | Tập: "Elizah"                                   |
| 2015, 2017 | Master of None    | Denise               | Diễn viên chính, 2 mùa; Người viết ("Lễ tạ ơn") |
| 2018       | The Chi           |                      | Người sáng tạo, người viết (3 tập)              |
| 2018       | This Is Us        | Animal Shelter Clerk | Tập: "That'll Be the Day"                       |
| 2018       | Dear White People | P. Ninny             | 3 tập                                           |

## Giải thưởng

### Giải thưởngPrimetime Emmy
| Năm  | Công việc được đề cử                                               | Thể loại                           | Kết quả   |
| ---- | ------------------------------------------------------------------ | ---------------------------------- | --------- |
| 2017 | Master of None (Episode: "Thanksgiving") (shared with Aziz Ansari) | Viết nổi bật cho một loạt phim hài | Đoạt giải |

### Các giải thưởng khác
Vào năm 2017, Out tên cô là nghệ sĩ của năm và The Advocate tên mình vào vòng chung kết cho "Nhân vật của năm" của nó